# Moyencourt-lès-Poix
Moyencourt-lès-Poix és un municipi francès situat al departament del Somme i a la regió dels Alts de França. L'any 2007 tenia 161 habitants.

## Demografia

### Població
El 2007 la població de fet de Moyencourt-lès-Poix era de 161 persones. Hi havia 64 famílies de les quals 16 eren unipersonals (12 homes vivint sols i 4 dones vivint soles), 20 parelles sense fills, 24 parelles amb fills i 4 famílies monoparentals amb fills.
La població ha evolucionat segons el següent gràfic:
Habitants censats

### Habitatges
El 2007 hi havia 71 habitatges, 64 eren l'habitatge principal de la família, 2 eren segones residències i 5 estaven desocupats. Tots els 71 habitatges eren cases. Dels 64 habitatges principals, 58 estaven ocupats pels seus propietaris, 4 estaven llogats i ocupats pels llogaters i 2 estaven cedits a títol gratuït; 8 tenien tres cambres, 19 en tenien quatre i 38 en tenien cinc o més. 50 habitatges disposaven pel capbaix d'una plaça de pàrquing. A 28 habitatges hi havia un automòbil i a 28 n'hi havia dos o més.

### Piràmide de població

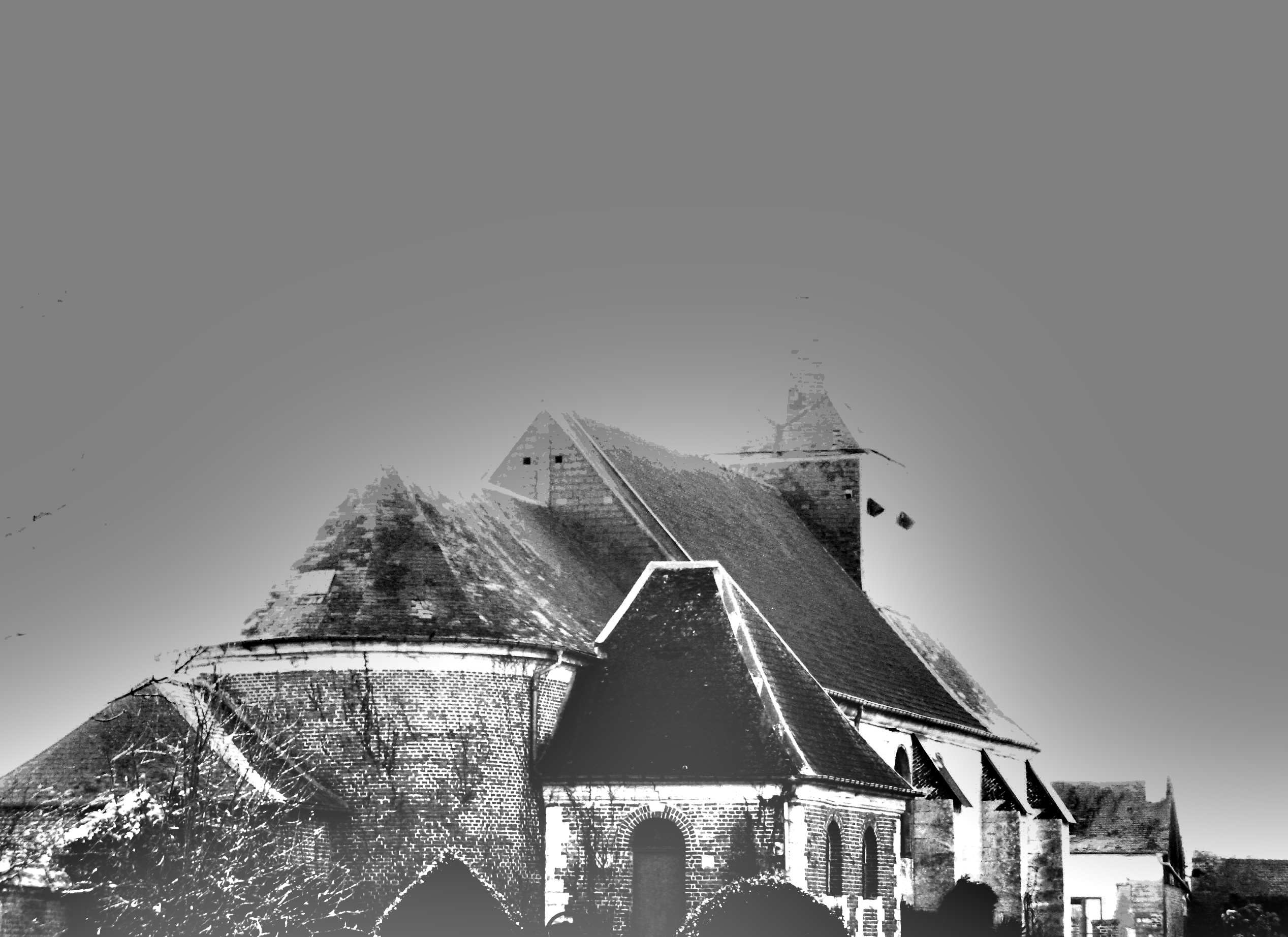

La piràmide de població per edats i sexe el 2009 era:
| Homes | Edats   | Dones |
| ----- | ------- | ----- |
| 0     | 95 o +  | 0     |
| 0     | 90 a 94 | 0     |
| 0     | 85 a 89 | 0     |
| 0     | 80 a 84 | 4     |
| 8     | 75 a 79 | 0     |
| 4     | 70 a 74 | 8     |
| 8     | 65 a 69 | 4     |
| 0     | 60 a 64 | 0     |
| 4     | 55 a 59 | 0     |
| 12    | 50 a 54 | 16    |
| 4     | 45 a 49 | 4     |
| 4     | 40 a 44 | 4     |
| 0     | 35 a 39 | 0     |
| 20    | 30 a 34 | 8     |
| 0     | 25 a 29 | 8     |
| 4     | 20 a 24 | 8     |
| 4     | 15 a 19 | 4     |
| 8     | 10 a 14 | 4     |
| 0     | 5 a 9   | 4     |
| 8     | 0 a 4   | 8     |

## Economia

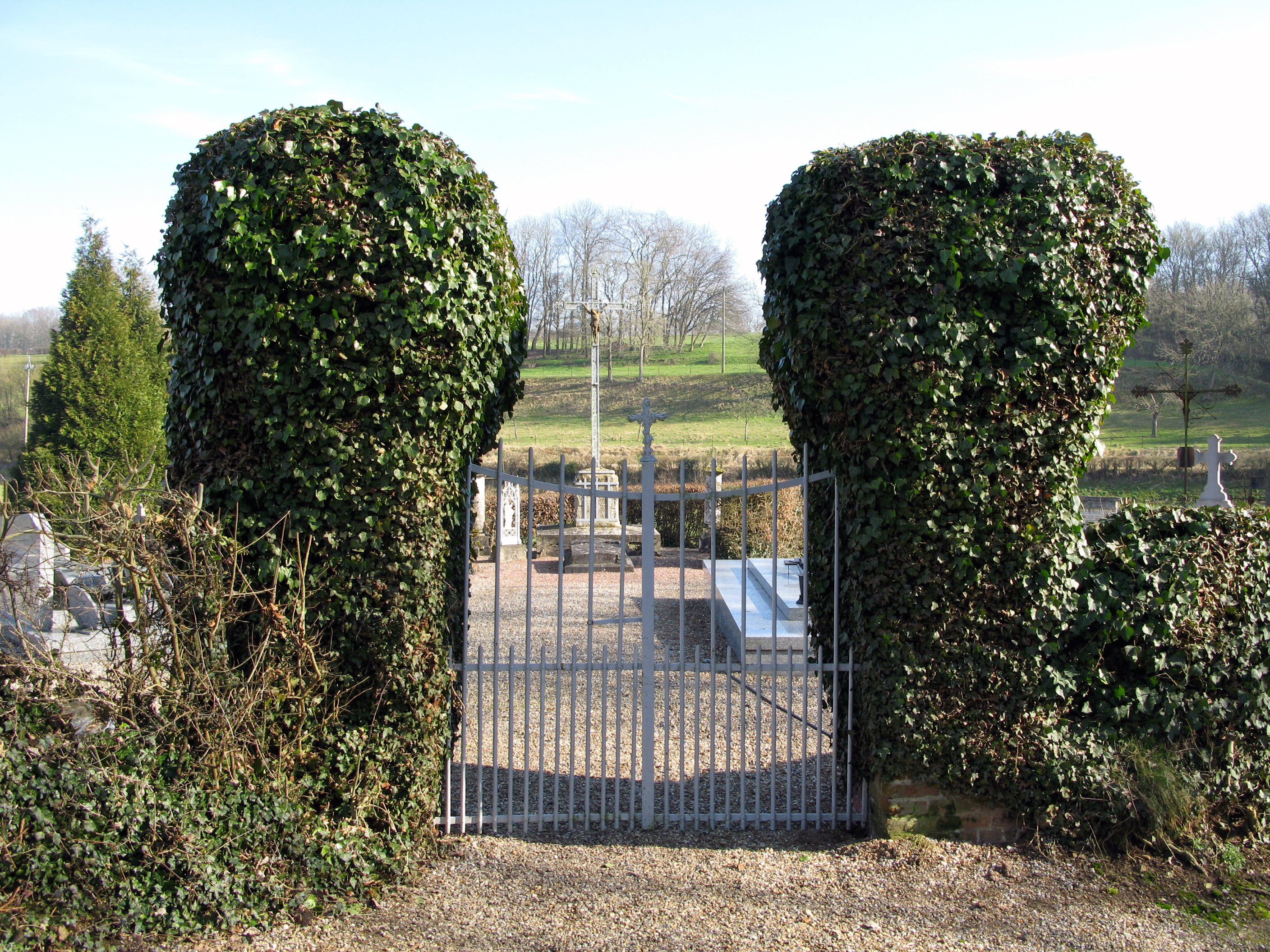

El 2007 la població en edat de treballar era de 103 persones, 84 eren actives i 19 eren inactives. De les 84 persones actives 76 estaven ocupades (39 homes i 37 dones) i 10 estaven aturades (6 homes i 4 dones). De les 19 persones inactives 9 estaven jubilades, 5 estaven estudiant i 5 estaven classificades com a «altres inactius».

### Ingressos
El 2009 a Moyencourt-lès-Poix hi havia 61 unitats fiscals que integraven 156 persones, la mediana anual d'ingressos fiscals per persona era de 20.195 €.

### Activitats econòmiques
L'únic establiment que hi havia el 2007 era d'una empresa extractiva.
L'any 2000 a Moyencourt-lès-Poix hi havia 10 explotacions agrícoles.

## Poblacions més properes
El següent diagrama mostra les poblacions més properes.